# 체스터 베닝턴
체스터 찰스 베닝턴(영어: Chester Charles Bennington, 1976년 3월 20일 ~ 2017년 7월 20일)은 국제적인 명성을 얻은 미국의 음악가로 미국 록 밴드 린킨 파크, 데드 바이 선라이즈와 스톤 템플 파일럿츠의 리드 보컬을 맡았다. 스크리밍 괴물이라고도 불린다. 체스터 베닝턴은 매우 우수한 성대와 발성, 가창력과 세계적인 스크리밍 실력을 보유하고 있다.
2017년 7월 20일 우울증으로 인해 자살로 생을 마감하였다.

## 생애

### 성장 배경
체스터 베닝턴은 애리조나주 피닉스에서 태어났다. 그는 어렸을 때부터 음악에 대해 관심을 가졌고 특히 어렸을 적 디페쉬 모드, 스톤 템플 파일럿츠에 영향을 받았다. 체스터의 부모님은 1980년대 말, 그가 아직 어린아이였을 때 이혼하셨다. 어린 시절 성적 학대를 당하고 나중에는 코카인, 메스암페타민 등 약물 중독에 빠졌으나 이겨냈다. 청소년 때, 버거킹에서 자신의 첫 번째 아내 사만다를 만나게 되어 사귀다가 결혼을 한다. 그러나 체스터의 바쁜 공연으로 인해 관계가 멀어져 이혼을 하고 두 번째 아내인 플레이 보이 모델이었던 탤린다랑 교제를 하여 2005년 8월에 약혼을 하고 같은 해 11월 30일날 결혼을 하게 된다. 그가 만든 밴드인 Dead By Sunrise의 밴드명과 Out Of Ashes에 수록된 몇몇 곡명은 탤린다를 위해 만든 노래라고 말을 하였다. 앨범 수록 곡인 Give Me Your Name는 결혼식 때 체스터가 부른 노래이다.

### 음악 경력
린킨 파크에 들어가기 이전에 체스터는 애리조나주에서 그런지 밴드 그레이 데이즈의 보컬을 맡고 있었으나 밴드가 해산되어 1998년 탈퇴했다. 그러나 그는 다른 밴드를 알아보기 위해서 노력을 했고 거의 포기하려고 했을 즈음 제프 블루라는 음반 관계자의 도움을 받아 린킨 파크의 멤버 오디션을 권유한다. 체스터는 바로 일을 그만두고 가족들과 함께 캘리포니아으로 가 성공적으로 린킨 파크 오디션을 보게 되어 합류하였다. 그러나 레코드 사와 녹음을 하는 데 난항을 겪었고 많은 거절을 당했다가 다시 한 번 제프 블루의 도움으로 워너브라더스 레코드 사와 계약하는 데에 성공을 해 데뷔 음반 《Hybrid Theory》도 성공을 거둔다.
이렇게 성공적인 2000년 초를 보내는 도중, 체스터는 많은 부상을 당한다. 2001년 오즈페스트 투어 공연 도중 갈색은둔거미에 물려 팔이 부풀어오르기도 했다. 2집 음반 《Meteora》 제작 도중 전염병에 걸렸음에도 불구하고 녹음을 위해서 노력했다. 2003년 여름에는 쓰러져서 수술을 받기도 했으며 2007년 10월에는 오스트레일리아 멜버른에서 콘서트 첫 곡인 Papercut에서 무대 안에 있는 계단에서 점프를 하다가 착지를 잘못하여 넘어지게 되었다. 그 도중에 손을 잘못 짚어서 팔목이 부러졌으나 콘서트를 취소하지 않고 콘서트가 끝난 직후 응급실로 갔다. 그 콘서트에서 처음으로 Pushing Me Away를 피아노 버전으로 라이브를 하였다.

## 비정규 음반
- Hardly Breathe (Feat. Hydroponikz)

## 사생활
체스터는 1996년 10월 31일 첫 번째 아내 사만다와 결혼을 했다. 2002년 4월 19일, 자녀로 드레이븐 세바스티안을 낳게 된다. 그러나 계속된 린킨 파크의 활동으로 아내 사만다와 관계는 나빠지기 시작했고 2005년 이혼을 했다. 첫 번째 아내와 이혼 후에 체스터는 전 플레이보이 모델 탈린다 벤틀리와 결혼을 하게 되어 테일러 리라는 자녀를 얻는다. 그가 투어하지 않을 땐 캘리포니아주 오렌지 카운티 뉴포트 해변에 위치한 집에서 거주한다. 또한 체스터는 영화 《아드레날린 24》에서 카메오로 출연하기도 하였다. 또한 체스터는 투어 도중에 문신을 할 정도로 문신(불꽃 타투)을 즐기며 몸에 많은 피어싱과 문신들이 있다. 특히 등(허리춤)에 보면 Linkin Park 문신이 있다. 2014년에 오른쪽 다리에 새로운 타투를 했다.

## 죽음
2017년 7월 20일, 베닝턴은 캘리포니아주 팔로스 베르데스 에스테이츠에 있는 자신의 거주지에서 가정부에 의해 벨트로 목을 매달린 채 발견되었다. 구급대원이 현장으로 파견되어 베닝턴을 병원으로 이송하였고, 병원에 도착하자마자 사망 선고를 받았다. 베닝턴은 41세였고 그의 죽음은 자살로 선언되었다.
독성학 보고서에 따르면 베닝턴의 체내에 알코올이 검출되었지만, 약물은 혼합되지 않은 것으로 확인되었다. 베닝턴이 발견된 장소에는 침실 옷장 위에 알 수 없는 알코올성 음료 병이 놓여 있었고, 그 옆에는 알약 용기가 놓여 있었다. 해당 약은 항우울제임이 확인되었다. 조사관들은 베닝턴이 우울증과 약물 남용의 병력이 있었고, 보컬리스트가 술을 끊기 위해 노력해 왔다는 것을 확인했다. 베닝턴은 2006년에도 자살 시도를 했지만 살아남았다. 당시 그는 술을 많이 마셨고 총을 소지한 채 집을 나섰다.
이후 조사 결과, 베닝턴은 크리스 코넬과 열렬한 친구였는데, 크리스 코넬은 약 2개월 전에 자살한 것으로 밝혀졌는데, 이는 베닝턴이 코넬의 53번째 생일에 사망했다는 것을 의미한다.

## 기타
평소 쏘우 시리즈의 팬이었던 체스터는 2010년에 쏘우의 마지막 시리즈 쏘우 3D에 출연하기도 하였다. 또한 체스터 베닝턴은 영화 아드레날린 24 1, 2편에서 카메오로 출연하기도 하였다. 얼터너티브 록밴드 스톤 템플 파일럿츠와 신스팝 그룹 디페시 모드의 열렬한 팬이라고 한다. 스톤 템플 파일럿츠의 보컬로도 활동했으며 High Rise 앨범을 발매했다. 평은 대체적으로 호의적인 편이다.

## 갤러리

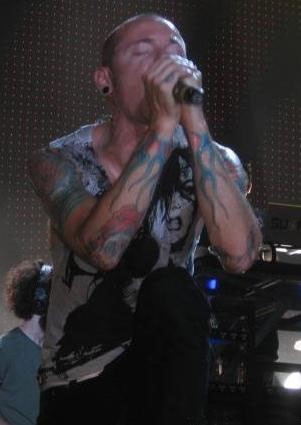
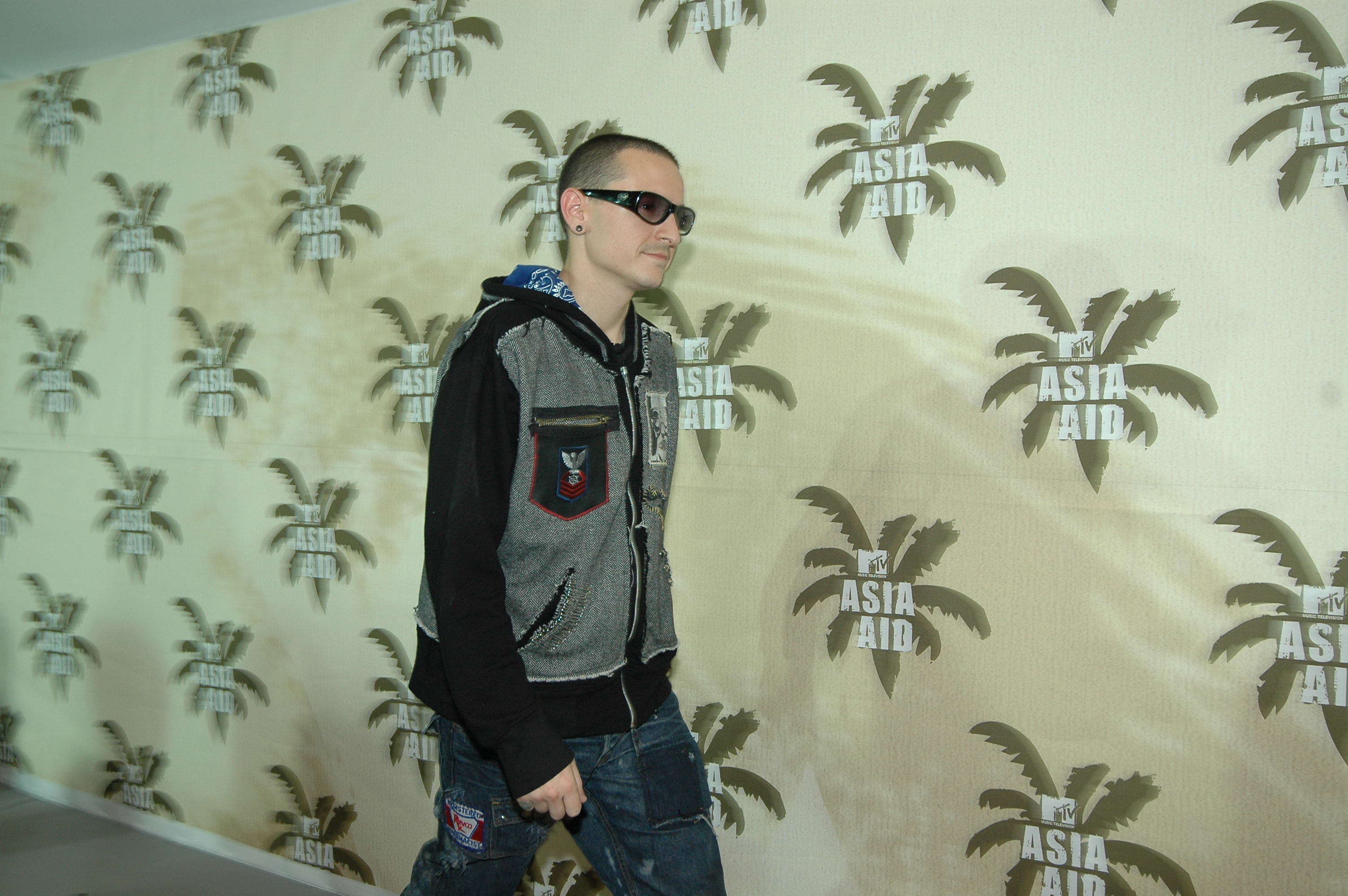
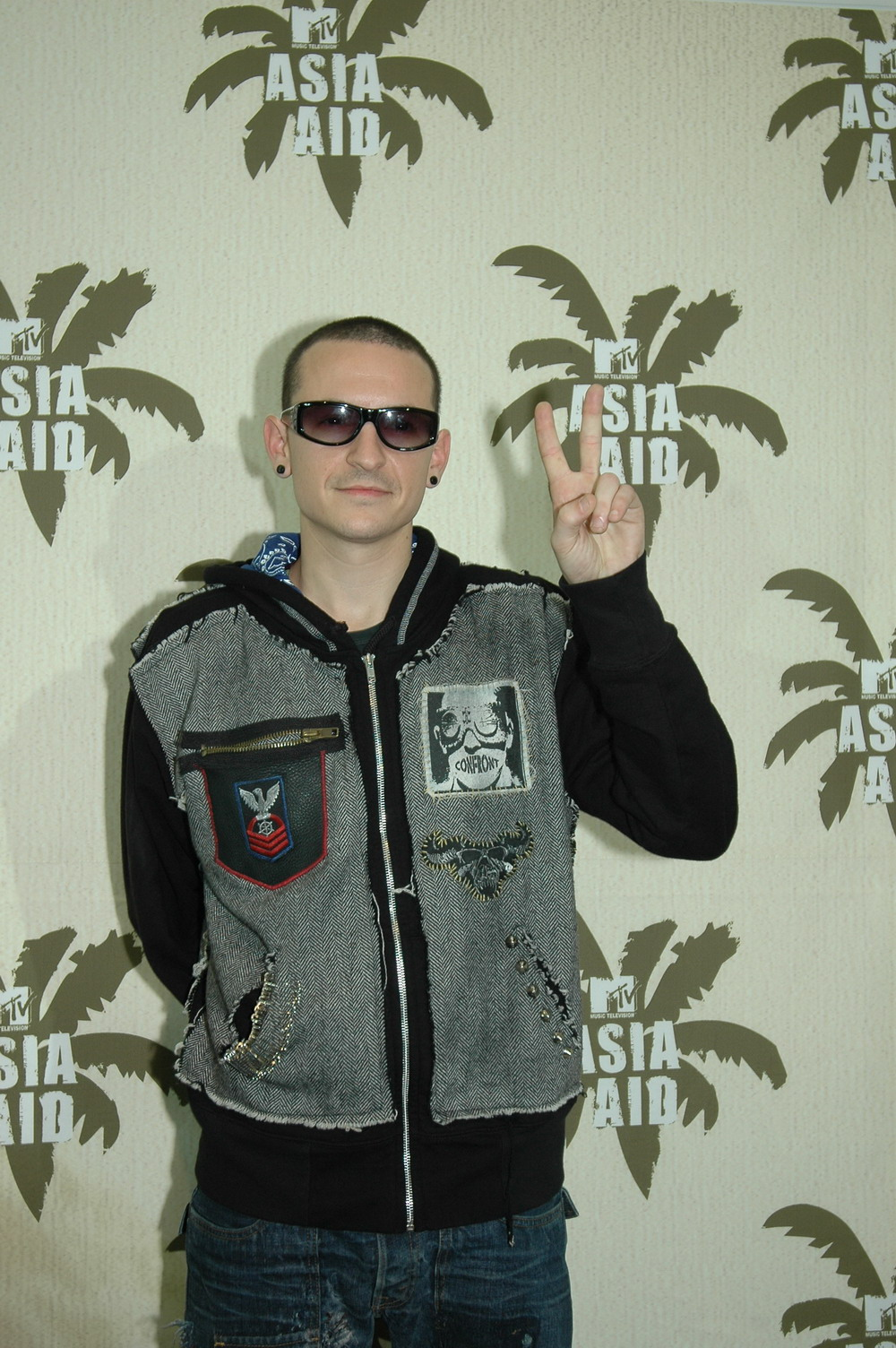
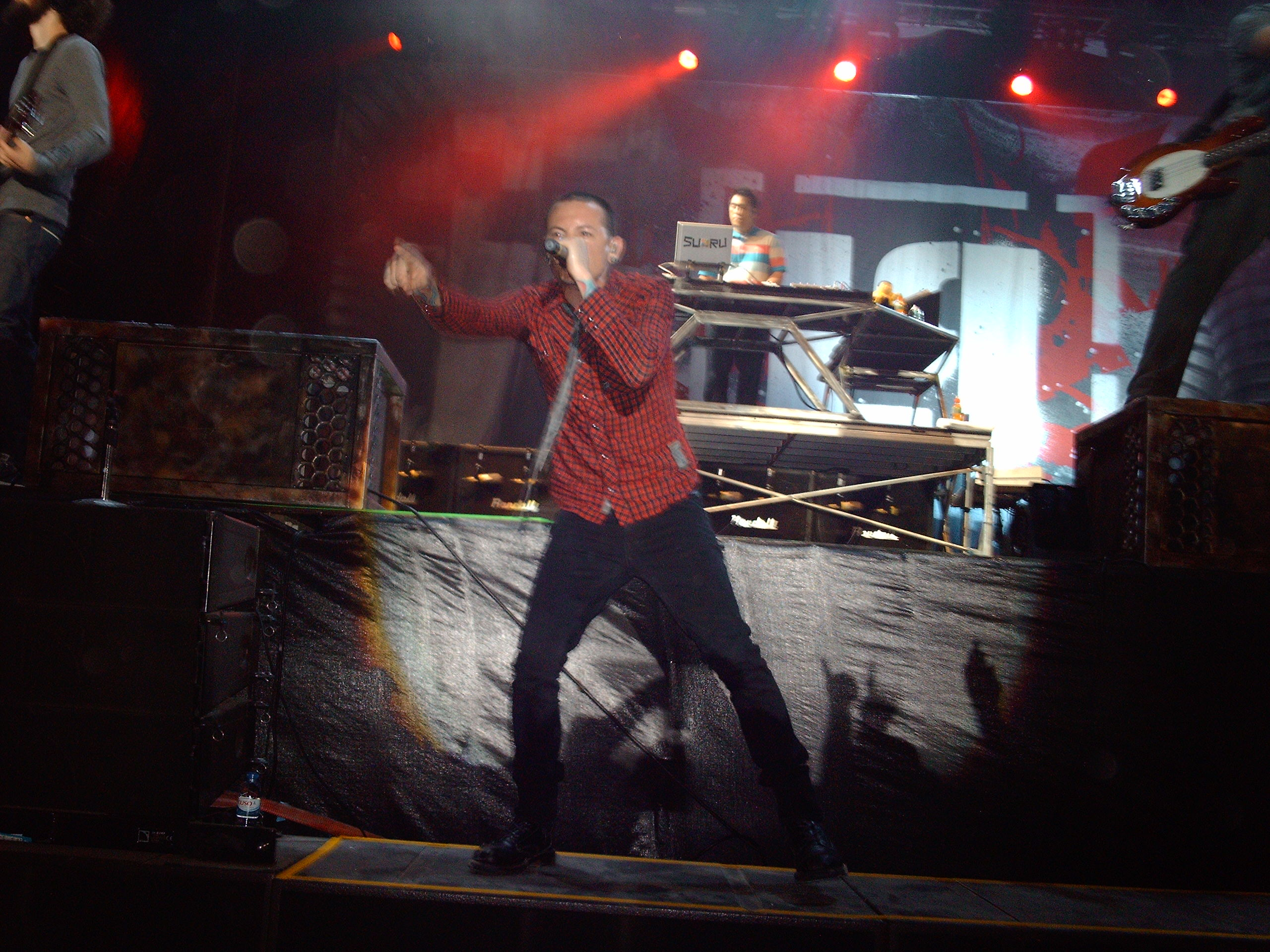